# Daigo Imai
Daigo Imai (今井 大悟 Imai Daigo?, nacido el 19 de febrero de 1984 en Okayama) es un exfutbolista japonés. Jugaba de centrocampista y su último club fue el Blaublitz Akita de Japón.

## Trayectoria

### Clubes
| Club                 | País  | Año         |
| -------------------- | ----- | ----------- |
| Sagawa Express Osaka | Japón | 2006        |
| Kataller Toyama      | Japón | 2007 - 2009 |
| Blaublitz Akita      | Japón | 2010 - 2011 |